# 雷 (吹雪型駆逐艦)
雷（いかづち）は、日本海軍の駆逐艦。一等駆逐艦吹雪型（初雪型）の23番艦（III型の3番艦）である。この名を持つ日本海軍の艦船としては雷型駆逐艦の雷に続いて2隻目。

## 艦歴

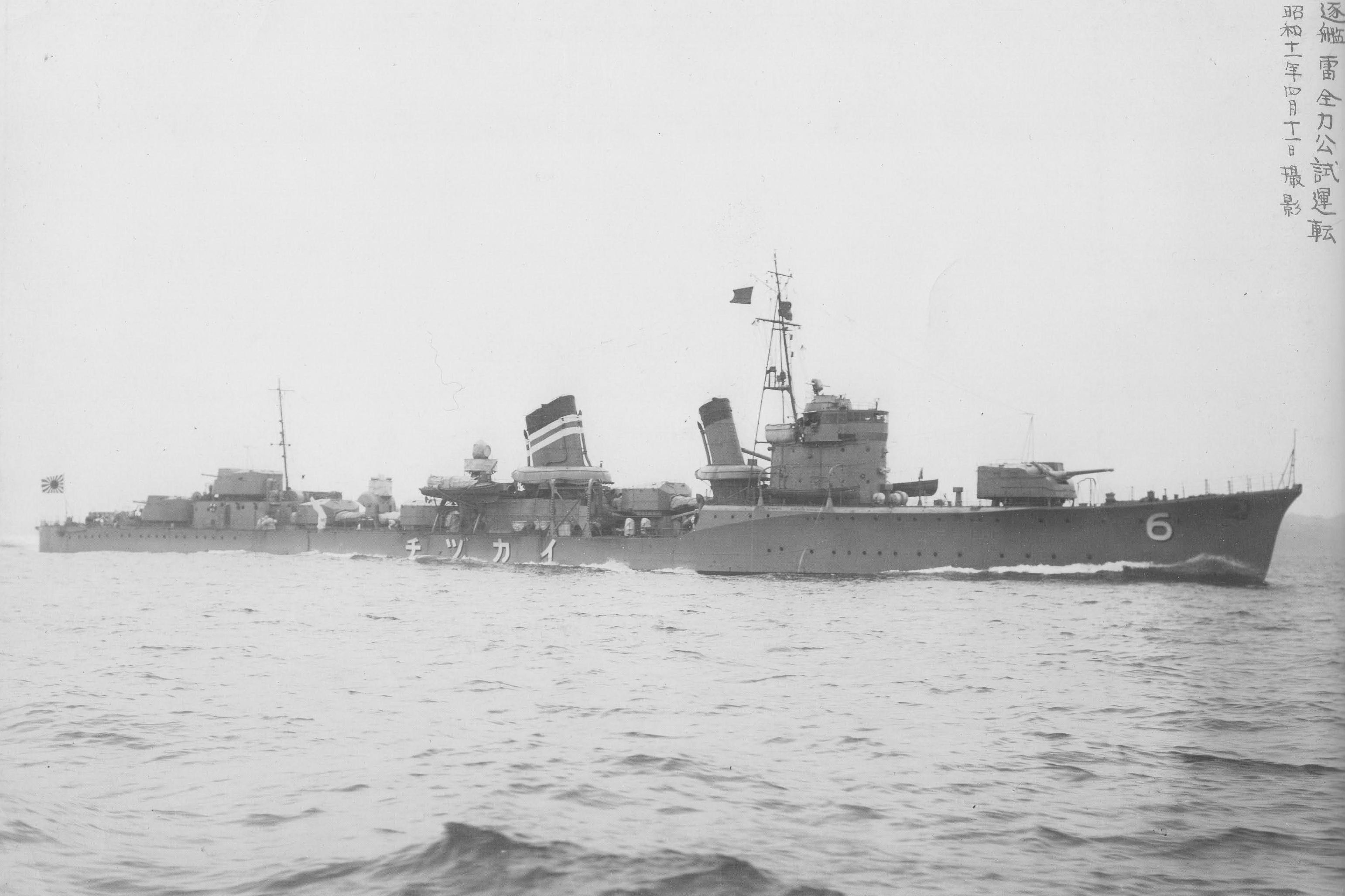
全力公試運転中の雷（1936年4月11日）

雷は浦賀船渠で1930年（昭和5年）3月7日起工され、1931年（昭和6年）10月22日進水。1932年（昭和7年）8月15日竣工する。
1933年（昭和8年）3月4日、昭和三陸地震救援のため第六駆逐隊僚艦電と共に釜石へと急行し、6日には盛に入った。
1941年（昭和16年）2月から10月に石川島造船所で行われた特定修理では九三式探信儀と九一式方位盤を装備。その他、二番煙突後方に2基装備されていた13ミリ連装機銃の九六式二十五粍高角機銃への換装も計画されたが、供給問題により換装は実施されなかった。

### 1941年 - 1942年（昭和16年 - 昭和17年）
太平洋戦争開戦時においては、吹雪型4隻（暁、雷、電、響）で引き続き第6駆逐隊を編成し、第一水雷戦隊（大森仙太郎少将）に所属した。12月4日から第二遣支艦隊（新見政一中将）の指揮下に入って香港攻略戦に参加、艦隊旗艦の軽巡洋艦五十鈴、電などと共に海上からの香港包囲に加わり、イギリス軍哨戒艇を砲撃、撃沈した。
1942年（昭和17年）1月9日からは第二水雷戦隊（田中頼三少将）に加勢する形でメナド攻略戦に参加。2月17日夜、雷はマヌイ島北東海域で二度にわたり潜水艦から魚雷を2本ずつ発射されたが回避し、爆雷を8発投下。しばらくのちに浮上潜水艦を発見するもすぐに潜没したため、潜没位置に急行して爆雷を計14発投下し、重油が浮かび上がるのを確認した。この潜水艦は、同じ時期に消息不明となったアメリカ海軍のシャーク(USS Shark, SS-174) とする説がある。
3月1日、スラバヤ沖海戦で重巡洋艦足柄・妙高・那智・羽黒、駆逐艦山風・江風と共にイギリスの重巡洋艦エクセター、イギリスの駆逐艦エンカウンター、アメリカの駆逐艦ポープを撃沈した。明けて3月2日、艦長工藤俊作少佐の指示により、電と協力して沈没したエンカウンターとポープの生存者422名の救助を行う。雷の乗組員らは、救助した英兵の油で汚れた体をきれいにふき取り、食料と衣類を提供して丁重に処遇したという。後にオランダの病院船オプテンノールに引き渡している。
海戦後はフィリピン方面に移り、3月17日にはルソン島南方のタヤバス湾で暁および響とともにアメリカ潜水艦パーミットを発見して2日間にわたり攻撃した。
3月26日に呉に帰投したのち横須賀に回航され、4月4日から9日まで三菱横浜船渠で修理ののち、横須賀でも修理が行われた。修理後は4月19日に暁および響とともに横須賀を出港し、5月20日付で北方部隊所属となる。
「雷」は重巡洋艦「那智」、駆逐艦「電」とともに北方部隊の主隊としてAL作戦（西部アリューシャン攻略作戦）に参加した。主隊は5月29日に川内湾を出港し、6月2日に幌筵島に到着。翌日、同地を出撃した。同時期のミッドウェー海戦で日本軍は敗北したが、AL作戦ではアッツ島とキスカ島の占領が行われた。主隊はしばらくの間、空母などからなる第二空襲部隊等と共にアメリカ艦隊来襲に備えた。
7月13日、「雷」は片岡湾に入港。7月16日にキスカ島への輸送任務中の「球磨川丸」が温彌古丹海峡で座礁すると、「雷」は緊急性の高い天幕などを移載してキスカ島へ向かい、7月22日に到着した。キスカでは7月5日にアメリカ潜水艦の攻撃で駆逐艦「霰」が沈没し、「霞」と「不知火」が大破していた。曳航索を推進器に巻き込むという事故がありながらも「雷」は7月28日に「霞」を逆引きで曳航してキスカを出港し、8月3日に幌筵島片岡湾に到着。「電」に「霞」の曳航を引き継いで8月5日に片岡湾を出発し横須賀に向かったが、8月8日夜に見張り員の誤認が元で銚子近海で座礁事故を起こした。軽い浸水などがあったものの重量物の移動後に後進をかけて離礁に成功し、大事には至らなかった。
ガダルカナル島の戦いが緊迫化するに伴って第六駆逐隊は南方へ回ることとなり、8月28日に機動部隊に編入された。
8月29日、第6駆逐隊（暁・雷・電）は大湊を出港して呉に向かい、9月18日に暁と行動をともに空母雲鷹および特設運送船（給油）旭東丸（飯野商事、10,051トン）を護衛して呉を出撃。9月29日、再び暁とともに沖輸送第三船団を護衛して佐伯を出撃し、トラックまで護衛した。

### ガダルカナル島の戦い

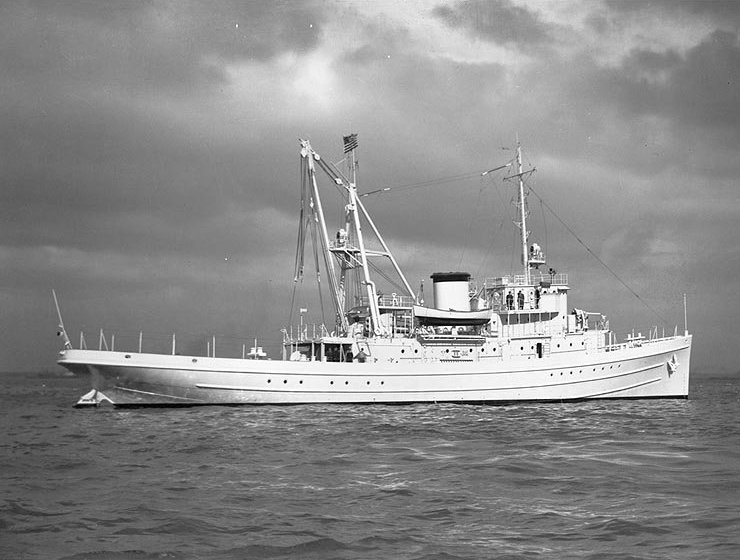
艦隊曳船セミノール（1940年）。

雷はトラックに到着後まもなくラバウルに進出、ガダルカナル島の戦いに参戦する。10月14日、前日10月13日夜のヘンダーソン基地艦砲射撃に乗じる形で軽巡洋艦川内、由良などとともに陸軍兵士1,129名をガダルカナル島エスペランス岬に輸送。10月24日、海軍は第二師団（丸山政男陸軍中将）による総攻撃でヘンダーソン飛行場を占領すればガダルカナル島沖のアメリカ軍艦船は退避するだろうと考え、駆逐隊をいくつか送って脱出艦船の掃討と物資輸送を行う計画を立てる。翌10月25日朝、雷は暁および白露と隊伍を組んでルンガ泊地に突入。突入時、掃海駆逐艦ゼイン (USS Zane, DMS-14) が荷役作業中であったが、雷以下3隻の日本駆逐艦の出現により逃亡を図る。雷以下3隻はシーラーク水道を突っ切ってゼインまで5カイリに接近したところで砲撃を開始し、ゼインに命中弾1発を与えるが、主任務であるアメリカ軍陣地砲撃との兼ね合いからそれ以上の追撃はできなかった。再度ルンガ泊地に向かうと、今度はアメリカ海兵隊向けの軍需品をガダルカナル島に陸揚げ中の艦隊曳船セミノール (Seminole, AT-65) と沿岸哨戒艇YP-284を発見。セミノールとYP-284は、接近してきたのが日本駆逐艦だと知ると陸揚げ作業を打ち切り、直ちに逃亡を開始する。雷以下3隻は間髪入れず砲撃を開始し、YP-284を砲撃で炎上させて撃沈したのに続き、セミノールも砲撃により撃沈した。続いて海兵隊陣地に対して艦砲射撃を開始するが、暁が反撃で損傷したのに続き、雷も緊急発進したF4Fワイルドキャット戦闘機の機銃掃射で損傷、銃撃で数名が死傷したが艦の戦闘力に影響はなかった。
11月2日、ガダルカナル島への鼠輸送作戦に従事。タサファロンガ沖に突入したが、波浪が高く成功しなかった。一週間後の11月9日、雷はガダルカナル島ヘンダーソン飛行場砲撃に向かう挺身攻撃隊に属しトラックを出撃。12日夜、ガダルカナル島沖で米艦隊と交戦（第三次ソロモン海戦）。雷は戦艦比叡および霧島の右前方に位置し、前部に位置していた暁がアメリカ艦隊から乱打を受けたのに続いて20センチ砲弾6発と15センチ砲弾8発を含む多数の命中弾を受け、一番砲塔および二番砲塔、機銃台、給弾薬室、前部探照灯および煙突などに大きな損傷を受け主機械も一時停止し、弾片で三番発射管も使用不能となり、戦死者19名、重傷者57名を出した。これだけの被害を受けながら全速発揮が可能であり、一時火災が発生したものの幸いにして水線下の被害がなく大事には至らず、大破した雷は辛うじて残った魚雷発射管から魚雷を6本発射したのち戦線を離脱。一時行方不明と判定されながらも挺身攻撃隊との合流を果たしたのち、死傷者と共に単艦トラックに向かって11月17日に帰投した。離脱のため、雷は比叡の護衛や続く第三次ソロモン海戦第2夜戦には参加しなかった。このあと、11月22日に水上機母艦日進の護衛も兼ねてトラックを出港し、11月27日に横須賀に到着して修理が行われた。修理に際し、艦橋前に13ミリ連装機銃1基が増備され、また被弾した砲塔は舞鶴海軍工廠で長期修理中の駆逐艦初春のものが流用され換装された。12月15日、暁は除籍され第6駆逐隊は3隻（雷・電・響）となった。

### 1943年 - 1944年（昭和18年 - 昭和19年）
雷の損傷修理は1943年（昭和18年）1月28日に終わり、1月30日に北方部隊に編入の上、那智を護衛して2月3日に横須賀を出撃した。しかし不具合があり2月6日に横須賀に引き返したあと、2月20日まで再修理。2月20日に重巡洋艦「摩耶」とともに横須賀を出港し、大湊経由で2月27日に幌筵海峡に到着。
2月20日にアッツ島へ向かっていた「あかがね丸」がアメリカ水上艦艇に撃沈されたことから北方部隊はその大半を輸送作戦に投入することとなり、第一水雷戦隊（駆逐艦「初春」、「響」欠）は護衛部隊となった。3月7日、水上機や飛行場資材、人員等を運ぶ「君川丸」、「粟田丸」、「崎戸丸」の3隻（第二十一船団、イ船団）と護衛部隊および重巡洋艦「那智」など巡洋艦4隻は3月7日に幌筵海峡より出撃。3月10日に揚陸成功し、3月13日に全部隊幌筵海峡に帰投した。
3月22日、2度目のアッツ島への輸送作戦で那智、羽黒等と輸送船2隻を護衛して幌筵島を出撃するが、その途中の3月27日、アッツ島沖でアメリカ艦隊と遭遇し交戦（アッツ島沖海戦）。雷は海戦で主砲を13発撃っただけにとどまった。幌筵島に帰投後の3月30日、嵐のため抜錨作業中に幌筵海峡で駆逐艦若葉の前部右舷への接触事故をおこして艦首が圧し潰れる損傷をこうむった。大湊で応急修理の後4月8日に出港し、途中不具合による大湊への反転を挟んで4月11日に横須賀に帰港、4月30日まで修理が行われた。
この間の4月1日、第六駆逐隊は新編成の第十一水雷戦隊（木村進少将）に編入される。4月15日以降は内南洋部隊に転属して日本本土とトラック間の船団護衛任務に従事することとなり、5月4日に特設巡洋艦盤谷丸（大阪商船、5,351トン）と特務艦間宮を護衛して佐伯を出撃し、5月12日にトラックに到着。トラック止まりの間宮はここで分離し、5月16日に引き続き盤谷丸を護衛してトラックを出撃しジャルート環礁に向かう。この途上、5月20日午後にジャルート環礁ジャンボール水道付近にいたったところでアメリカ潜水艦ポラックに発見され、ポラックの雷撃により盤谷丸は被雷沈没した。雷は爆雷で反撃を行ったが、ポラックに損傷を与えただけで取り逃がした。以降1944年（昭和19年）4月までの1年近くの間、雷は船団護衛任務に従事した。任務の合間を縫って1944年1月6日から13日の間に横須賀で工事を行い、水中聴音儀と電波探知機（逆探）の装備および艦橋前の13ミリ連装機銃の25ミリ連装機銃への換装工事が行われた。工事期間の短さから、二番砲塔の撤去については実施されなかったと推定されている。工事終了後、雷は1944年（昭和19年）1月25日に館山を出撃し、トラックに進出する特設巡洋艦赤城丸（日本郵船、7,366トン）並びに2隻の特設運送船、愛国丸（大阪商船、10,437トン）と靖国丸（日本郵船、11,933トン）を護衛。1月31日にアメリカ潜水艦トリガーの雷撃で靖国丸が沈没したが、翌2月1日にトラックに到着した。
マリアナ諸島防衛強化のための松輸送にも従事。3月22日、船団指揮官伊集院松治少将（第一特設船団司令官）の指揮下、護衛艦（軽巡洋艦夕張（旗艦）、駆逐艦雷、玉波、水雷艇鴻、海防艦平戸、能美、第48号、第51号および第54号駆潜艇）、加入船舶12隻として東京湾を出撃。パラオ行きの船団（玉波・平戸・能美・辰浦丸・乾安丸・富津丸・長白山丸・南洋丸・早埼）を分離したあと、3月30日に損害なくサイパン島に到着した。

### 最期

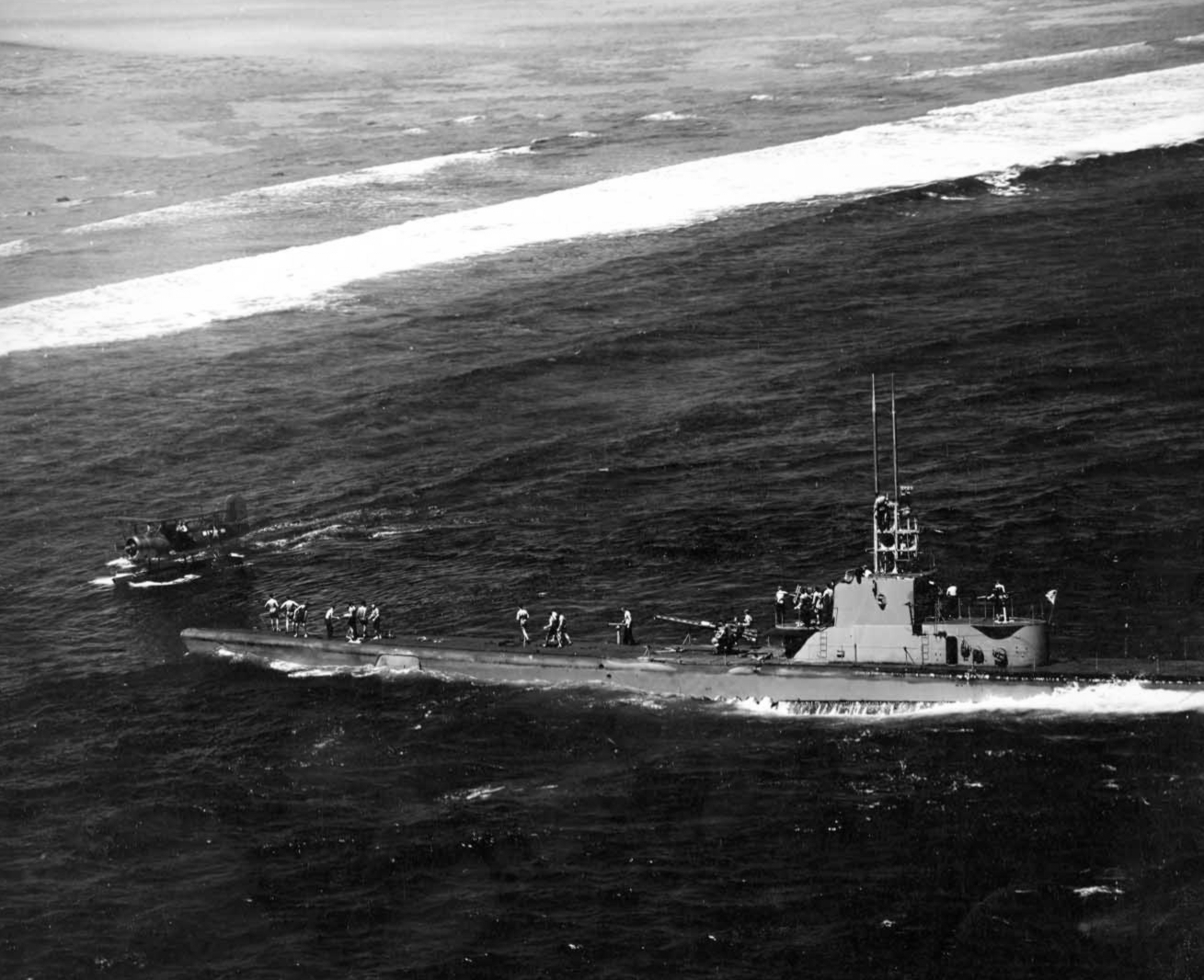
ハーダー（昭和19年4月1日撮影）。

1944年（昭和19年）4月上旬、雷はサイパン島およびメレヨン島への輸送に従事する特設運送船山陽丸（大阪商船、8,360トン）の護衛を行っていた。4月11日、メレヨン島着く。13日、山陽丸はメレヨン島を出港してサイパン島に向かう。午後、直衛機から潜水艦発見の報告を受け、雷は山陽丸を残して制圧に向かった。17時過ぎ以降雷の消息は日本側からはつかめず、4月14日に空からの捜索でグアム南方に油紋を発見した以外は何も発見できなかった。
雷が山陽丸とともにサイパン島に向かっているころ、アメリカ潜水艦ハーダーが4月13日午後に浮上し、メレヨン島に針路を向けていた。しかし、日本機に発見されて潜航する。潜望鏡深度に設定後の16時35分すぎ、ハーダーは駆逐艦のマストを発見した。相手は10ノットから15ノットの速力で接近していると判断された。ハーダーの艦長のサミュエル・D・ディーレイ少佐は相手を「吹雪型のうちの『雷』あるいは『響』クラス」と判断していたが、まさにその相手は雷であった。観測を続けると、目標はジグザグ航行しており、速力も14ノットから15ノットに上げていると判断。雷が特段ハーダーに気付いた様子はなく、ハーダーは雷とほぼ垂直になるような態勢に持ち込むことができた。18時59分、彼我との距離が900ヤードになったところでハーダーは魚雷を深度6フィートに調整の上、2本ずつ二度にわたって計4本発射しそのうちの2本が雷に命中した。魚雷が命中した雷は黒煙と火災に包まれて30度に傾斜し、ハーダーは急速に右に舵を切ったあと減速し、潜望鏡からこの状況を撮影した。船体が二つ折れとなった雷は、脱出を図った乗員を巻き込みつつ4分ほどで沈没した。雷の沈没位置は北緯10度13分 東経143度31分 / 北緯10.217度 東経143.517度と記録されている。日本側記録、グアム南南東北緯10度0分 東経143度48分 / 北緯10.000度 東経143.800度。
雷の乗員は駆逐艦長の生永邦雄少佐以下238名全員が戦死した。
同年6月10日、初雪型駆逐艦3隻（天霧・雷・電）は艦艇類別等級表から削除。構成艦3隻（雷・電・暁）を喪失した第6駆逐隊も同日附で解隊。さらに駆逐艦4隻（雷・電・秋雲・天霧）は帝国駆逐艦籍から除籍された。

## 慰霊碑
岩手県盛岡市にある聖寿寺には雷乗員の慰霊碑が建立されている。

## 歴代艦長

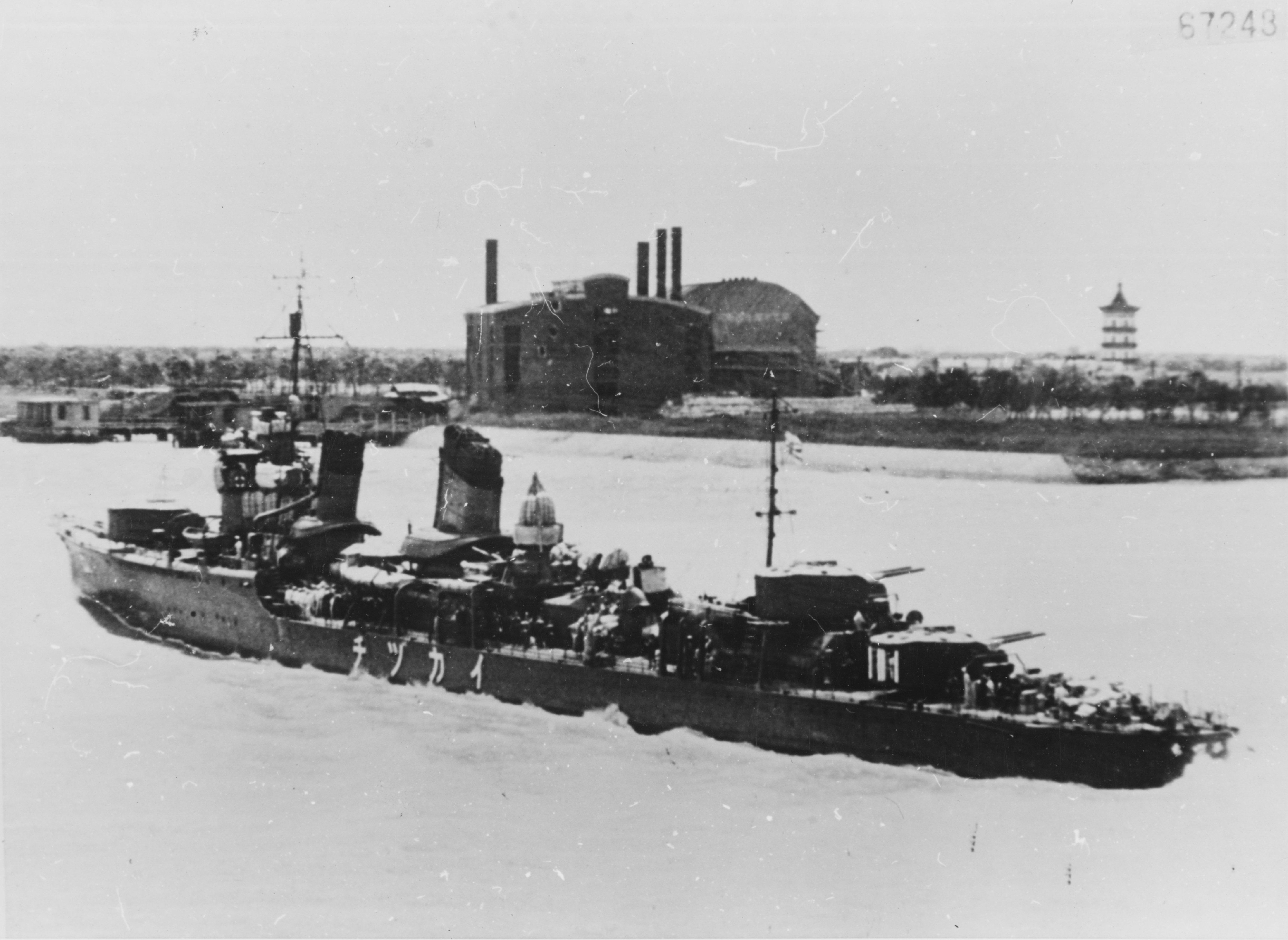
1938年頃の雷。中国方面で撮影。

※『艦長たちの軍艦史』291-293頁による。

### 艤装員長
1. 大藤正直 中佐：1931年12月1日[79] - 1932年5月14日[80]
2. 佐藤慶蔵 中佐：1932年5月14日 -

### 艦長
1. 佐藤慶蔵 中佐：1932年8月15日 - 1932年11月15日
2. 手束五郎 少佐：1932年11月15日 - 1934年11月1日
3. 伊集院松治 少佐：1935年11月1日 - 1935年11月21日
4. 則満宰次 中佐：1935年11月21日[81] - 1936年12月1日
5. 竹内虎四郎 少佐：1936年12月1日 - 1937年12月1日[82]
6. 柳川正男 中佐：1937年12月1日[82] - 1938年8月1日[83]
7. 戸村清 少佐：1938年8月1日[83] - 1939年10月15日[84]
8. 折田常雄 少佐：1939年10月15日[84] - 1940年11月1日[85]
9. 工藤俊作 少佐：1940年11月1日[85] -1942年8月12日
10. 前田実穂 少佐：1942年8月27日 -
11. 生永邦雄 少佐：1943年10月25日 - 1944年4月13日（戦死）